# Cor Jove de la Federació de Cors de Clavé
El Cor Jove de la Federació de Cors de Clavé (abreujat Cor Jove de la FCC) és un cor que fou creat el 2004 per la mateixa Federació, amb la intenció d'oferir un espai als joves pertanyents als diferents cors de Clavé per tal que poguessin fer música junts, afrontar un repertori del seu grat i relacionar-se amb gent de la seva mateixa generació.
Des dels seus inicis el Cor Jove ja va tenir l'oportunitat de fer concerts arreu de Catalunya. Ha fet concerts a Catalunya Nord: Arles de Tec i Ribesaltes. Ha actuat a la Festa Major de Manresa, a l'acte inaugural del Fòrum Barcelona 2004, a l'espectacle Associacció a Cambrils i a l'Arc de Triomf de Barcelona. Ha enregistrat un CD a l'estudi de gravació d'en Pep Sala. Ha estat convidat per nombroses entitats corals i Ajuntaments per a actuar a llur localitat. Va participar en el concurs de nadales de Port Aventura el 2005. El 2006 va participar en un projecte d'agermanament amb una entitat de Sao Martinho (Brasil) promoguda per l'associació francesa VECAM.

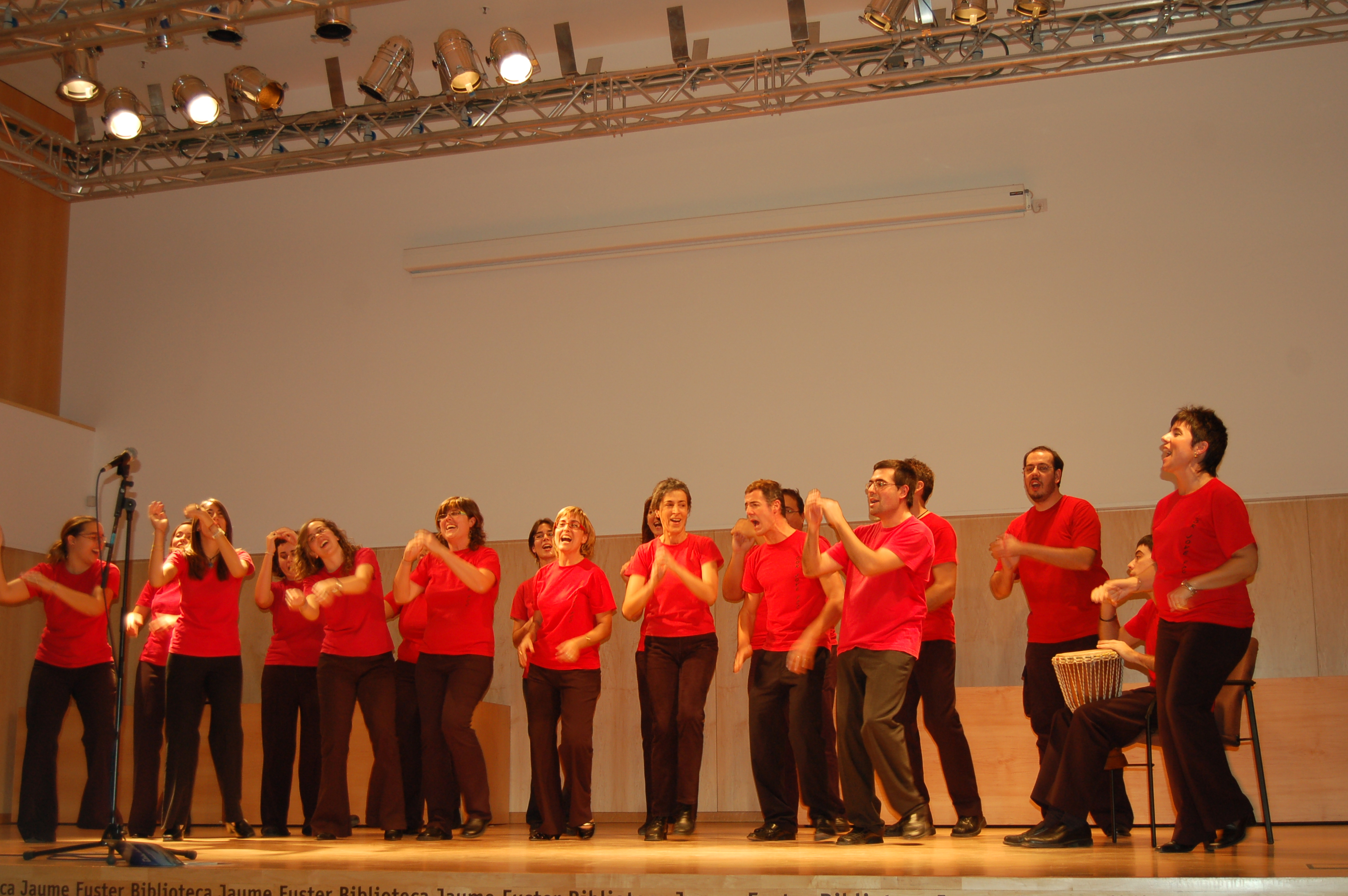
El Cor Jove de la FCC en un concert a la Biblioteca Jaume Fuster de Barcelona, en homenatge als 150 anys de la creació de la coral Euterpe, la primera de Catalunya (18 d'octubre del 2007).

Ha participat en nombrosos seminaris de formació organitzats per membres del mateix cor jove i amb el suport de la Federació de Cors de Clavé. Des de la seva fundació actua cada any a la Fira d'Entitats de la Diada Nacional a l'Arc de Triomf de Barcelona. El 2008 ha participat en el pavelló de Catalunya de l'Expo 2008 de Saragossa amb l'espectacle musical Escultura de l'aigua, i ha actuat a Barcelona dins del marc de les Festes de la Mercè.
El desembre del 2008, el Cor Jove va enregistrar el segon CD, una òpera rock titulada la Punyalada i el juny del 2009 van estrenar-ne la posada en escena al Centre Catòlic de Sants (Barcelona), protagonitzada per Luís Blanco, Ramon Casas i Anna Gonzalez.
El 7 de novembre del 2009, s'estrena dins de la fira Mediterrània a Manresa l'obra la veu assumpte/a o els monts, escrita i dirigida pel compositor Carles Santos. Aquest cop el Cor Jove cantarà conjuntament amb l'Orfeó Manresà i la Polifònica de Puig-reig.
El Cor Jove es caracteritza per conrear un repertori molt ampli i variat, amb músiques de Catalunya i d'arreu del món, i de gairebé tots els estils (música tradicional, pop, rock, espirituals negres, folk, gospel, musicals), tot buscant sempre l'expressivitat, la complicitat del públic i l'originalitat. Intenta transcendir el concepte clàssic de coral per anar més enllà en l'aspecte interpretatiu i oferir al públic un espectacle amè. Per a aconseguir-ho utilitza instruments de percussió (entre d'altres), coreografies i altres elements, i defuig l'ús de partitures als concerts, tot optant pel contacte visual amb l'espectador.
La directora del Cor Jove de la FCC és Elionor Canas, i la subdirectora l'Anna Gonzalez.